# Victòria Camps i Cervera
Victoria Camps i Cervera (Barcelona, 21 de febrer de 1941) és una filòsofa i professora catedràtica catalana. És catedràtica de Filosofia moral i Política a la Universitat Autònoma de Barcelona.
Va cursar els seus estudis de Filosofia a la Universitat de Barcelona, on es doctorà en 1975 amb la tesi La dimensión pragmática del lenguaje. Ha ocupat el lloc de vicerectora, professora i catedràtica d'ètica de la Universitat Autònoma de Barcelona. Ha participat en els comitès ètics de l'Hospital del Mar, de l'Hospital de la Vall d'Hebron i de la Fundació Esteve de Barcelona, i fou presidenta del Comitè de Bioètica de Catalunya.
Fora de l'àmbit universitari, va ser senadora pel PSC-PSOE a les eleccions generals espanyoles de 1993, participant en la candidatura com a independent. Durant aquest temps va presidir la Comissió d'Estudi de continguts televisius del Senat. En l'actualitat és membre del Comitè de Bioètica d'Espanya, presidenta de la Fundació Víctor Grifols i Lucas i membre del Consell de Redacció de les revistes Isegoría (de l'Institut de Filosofia del Consell Superior d'Investigacions Científiques) i Letra Internacional. Entre les seves obres es destaquen: La imaginación ética, Virtudes públicas, El siglo de las mujeres, El gobierno de las emociones i Breve historia de la ética.
Es considera una de tants filòsofs hereus de José Luis López Aranguren i Josep Ferrater i Mora. En el seu treball ha destacat per la defensa del paper de la dona en la vida política, denunciant-ne la seva exclusió; la convicció en l'Estat del benestar com un valor a defensar enfront de la concepció liberal que pretén reduir l'Estat al mínim; una activa defensora de la democràcia participativa i d'una ètica que contribueixi a la formació de la ciutadania. En el seu treball en la Comissió d'Estudi del Senat sobre els continguts televisius va defensar la televisió pública com un escenari d'imparcialitat, sense ser els portaveus del govern de torn, que és el que en la realitat tendeixen a ser. Quant als mitjans de comunicació privats, ha advocat per una major transparència respecte a la titularitat dels mateixos i els poders econòmics que els sustenten.
El 1996 formà part dels signants dels manifests del Foro Babel. L'octubre de 2012 signà, juntament amb un centenar de professionals, un manifest a favor del federalisme espanyol i en contra la independència de Catalunya.
El 2008 rebé el Premi Internacional Menéndez Pelayo «pel seu magisteri filosòfic i la influència moral del seu pensament tant a Espanya com a Amèrica».
El 2025 fou inclosa a la llista Forbes de les 100 dones més influents de Catalunya.

## Obres
- Los teólogos de la muerte de Dios, 1968.
- Pragmática del lenguaje y filosofía analítica (tesi doctoral), 1976.
- La imaginación ética, 1983;
- Ética, retórica y política, 1983.
- Virtudes públicas, 1990 (Premi Espasa d'Assaig).
- Paradojas del individualismo, 1993.
- Los valores de la educación, 1994.
- El malestar de la vida pública, 1994.
- El siglo de las mujeres, 1998.
- Manual de civismo (junt a Salvador Giner), 1998.
- Qué hay que enseñar a los hijos, 2000.
- Una vida de calidad, 2002.
- La voluntad de vivir, 2005.
- Hablemos de Dios (junt a Amelia Valcárcel), 2007.
- Creer en la educación, 2008.
- El gobierno de las emociones, 2011 (Premi Nacional d'assaig, 2012).
- Breve historia de la ética, 2013.
- Elogio de la duda, 2016.